# سوپرفینیشینگ
سوپرفینیشینگ (به انگلیسی : superfinishing) که به‌ نام های ریزماشینکاری (micro finishing) و سنگ‌زنی کوتاه مدت (short-stroke honing) نیز شناخته می‌شود یک فرآیند فلزکاری پیشرفته است که برای ایجاد یک پولیش دقیق‌تر روی سطح فلزی طراحی شده است که پایان سطح و هندسه قطعه کار را بهبود می‌بخشد. این امر با از بین بردن لایه سطحی نازک آمورف باقی مانده ازآخرین فرآیند که معمولا به اندازه 1 میکرومتر است، با سنگ یا نوار ساینده به دست می آید و مانند سایر فرآیندهای تکمیل، شامل حذف مواد است. سوپرفینیشینگ لایه بالایی مواد روی سطح قطعه کار را حذف می‌کند تا روکش صاف‌تری ایجاد کند که با یک الگوی متقاطع مشخص می‌شود.
عملیات سوپرفینیشینگ به طور معمول پس از انجام سایر فرآیندهای پایانی، انجام می شود. هنگامی که یک قطعه کار برای دستیابی به یک سطح مطلوب، آسیاب شد، در پایان بر روی آن سوپرفینیشینگ انجام می شود. در طول فرآیند سوپرفینیشینگ، قطعه کار در معرض یک نوار ساینده یا سنگ چرخان با دانه های بسیار ریز قرار می گیرد. دانه های فوق العاده کوچک به حذف مواد بیشتر از سطح قطعه کار کمک می کند. همانطور که نوار ساینده یا سنگ بر روی قطعه کار ساییده می شود، مواد را حذف می کند. از آنجا که نوار یا سنگ ساینده در برابر قطعه کار می چرخد، یک الگوی متقاطع ایجاد می کند.
ساینده سطح قطعه کار را در سه فاز برش می دهد. مرحله اول زمانی است که ماده ساینده برای اولین بار با سطح قطعه کار تماس می گیرد، دانه های کدر کننده ساینده شکسته و می ریزند و یک سطح برش تیز جدید ایجاد می کنند. در مرحله دوم، ساینده خودآرایی می کند در حالی که بیشتر سطح قطعه در حال ساییده شدن است. در نهایت، دانه‌های ساینده هنگام کار کدر می‌شوند که هندسه سطح را بهبود می‌بخشد.
این فرآیند توسط شرکت کرایسلر در سال 1934 توسعه یافت.

## تفاوت با پولیش
سوپرفینیشینگ و پولیش مشابه هستند اما یکسان نیستند. پولیش برای ایجاد یک سطح صاف روی قطعه کار از طریق استفاده از اصطکاک طراحی شده است. از سوی دیگر، سوپرفینیشینگ یک الگوی متقاطع ایجاد می کند. اگر انگشتان خود را روی سطح یک قطعه کار که بر روی آن عملیات سوپرفینیشینگ انجام شده، بمالید، این برجستگی ها را احساس خواهید کرد. قطعات کار صیقل داده شده دارای الگوی متقاطع نیستند، این یکی از علت هایی است که از که این دو فرآیند را متفاوت می کند.
تفاوت دیگر این است که فقط اولی یک روکش آینه ای ایجاد می کند. هنگامی که یک قطعه کار صیقل داده می شود، یک روکش بازتابنده و آینه مانند خواهد داشت. با این حال، قطعات کار سوپرفینیشینگ، روکش آینه مانند را ندارند. در عوض، آنها یک روکش کدرتر و کم انعکاس دارند.

## انواع
سه نوع عملیات سوپرفینیشینگ وجود دارد.
از طریق تغذیه
این نوع سوپر فینیشینگ برای قطعات کار استوانه ای استفاده می شود. قطعه کار بین دو غلتک محرک چرخانده می شود که همچنین دستگاه را حرکت می دهد. از 4 تا 8 سنگ ساینده به تدریج ریزتر برای تکمیل سطح قطعه کار استفاده می شود. سنگ ها با زاویه 90 درجه با قطعه کار تماس می گیرند و به صورت محوری نوسان می کنند. نمونه‌هایی از قطعاتی که با فرآیند تولید می‌شوند عبارتند از رول‌های مخروطی، پین‌های پیستون، میله‌های ضربه‌گیر (دَمپِرها)، شفت‌ها و سوزن‌ها.
غوطه

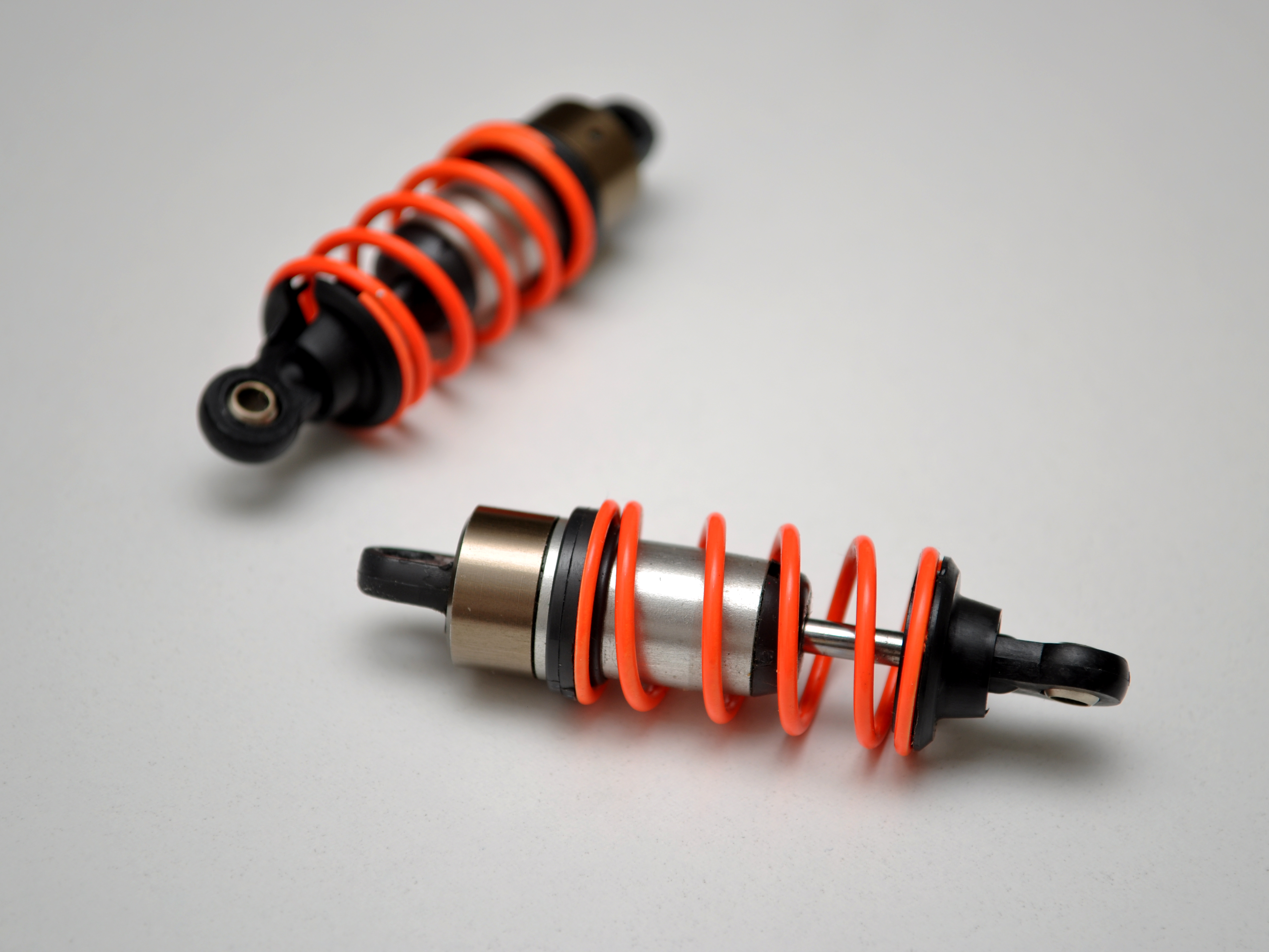
میله ضربه گیر (دَمپِر) ساخته شده با عملیات سوپرفینیشینگ از طریق تغذیه

این نوع برای تکمیل سطوح با شکل نامنظم استفاده می شود. قطعه کار می چرخد در حالی که ساینده بر روی سطح مورد نظر فرو می رود.
چرخ ها
فنجان ها یا چرخ های ساینده برای لایه برداری سطوح صاف و کروی استفاده می شود. چرخ و قطعه کار در جهات مخالف می چرخند که باعث ایجاد سایش متقاطع می شود. اگر این دو موازی باشند، نتیجه آن صاف است، اما اگر چرخ کمی کج شود، سطح محدب یا مقعر تشکیل می‌شود.

## ساینده ها
ساینده های متداول مورد استفاده برای سوپر فینیشینگ شامل اکسید آلومینیوم، کاربید سیلیکون، نیترید بور مکعبی (CBN) و الماس است.
از اکسید آلومینیوم برای عملیات خشن کردن استفاده می شود. کاربید سیلیکون، که سخت تر از اکسید آلومینیوم است، برای عملیات تکمیل استفاده می شود. CBN و الماس معمولاً مورد استفاده قرار نمی گیرند، اما با مواد تخصصی مانند سرامیک و فولاد ابزار M50 مورد استفاده قرار می گیرند. توجه داشته باشید که گرافیت ممکن است با سایر ساینده‌ها مخلوط شود تا روان‌کنندگی بیشتر شود و ظاهر روکش بهتر شود.

## مزایا
مزایای متعددی برای سوپرفینیشینگ وجود دارد.
تلرانس های نزدیک تر
اکثر فرآیندهای تکمیلی شامل استفاده از یک ساینده برای آسیاب و حذف مواد از قطعه کار است و سوپرفینیشینگ نیز از این قاعده مستثنی نیست. با این حال، از مواد ساینده با دانه بندی ریزتر نسبت به سایر فرآیندهای تکمیل استفاده می کند. ساینده های سوپرفینیش دانه هایی با اندازه 5 تا 8 میکرومتر هستند و با چنین دانه های ریزی، این ساینده ها قادر به ایجاد قطعات کار با تلرانس های نزدیک تر هستند.
ظرفیت آب بندی بهتر
در آب بندی قطعات سوپرفینیشینگ مناسب تر از سایر فرآیندهای تکمیل است. به این دلیل است که آنها سطح تصفیه شده تری ایجاد می کنند. برای قطعات کار مورد استفاده در محیط‌های شدید که رطوبت یک نگرانی است، سوپرفینیشینگ ممکن است محافظت بیشتری در برابر نفوذ رطوبت داشته باشد.
افزایش طول عمر قطعات
سوپرفینیشینگ یک فرآیند مواد سرد است، به این معنی که لایه آسیب دیده حرارتی را که در عملیات های قبلی مانند سنگ زنی باقی مانده است، از بین می برد. این تاثیر کلیدی در افزایش عمر قطعات دارد. به عنوان مثال، اگر بر روی دندان‌های یک چرخ دنده عملیات سوپرفیشینگ انجام شود ، تا چهار برابر بیشتر دوام خواهند داشت.
از مزایای دیگر می توان به ایجاد سطوح با تحمل بار بالاتر و کاهش خطر گسست سطح در دوره کاری قطعه اشاره کرد.

## معایب
افزایش هزینه
عیب اصلی این است که سوپرفینیشینگ نیاز به سنگ زنی یا عملیات تراش سخت از قبل دارد که هزینه را افزایش می دهد.
بازده پایین تر
به دلیل تراشه‌های کوچک‌تر و سرعت حذف مواد پایین‌تر، بازده برش پایین‌تر است.
دوام کمتر
سنگ‌های سوپرفینیش نرم‌تر هستند در نتیجه سریع‌تر ساییده شده و از بین می روند.

## کاربرد ها
کاربردهای رایج عبارتند از:
اجزای قفسه فرمان، اجزای انتقال، اجزای انژکتور سوخت، لوب‌های میل بادامک، میله‌های سیلندر هیدرولیک، بلبرینگ‌ها، غلتک‌های سوزنی، و سنگ‌ها و چرخ‌های تیز کننده.

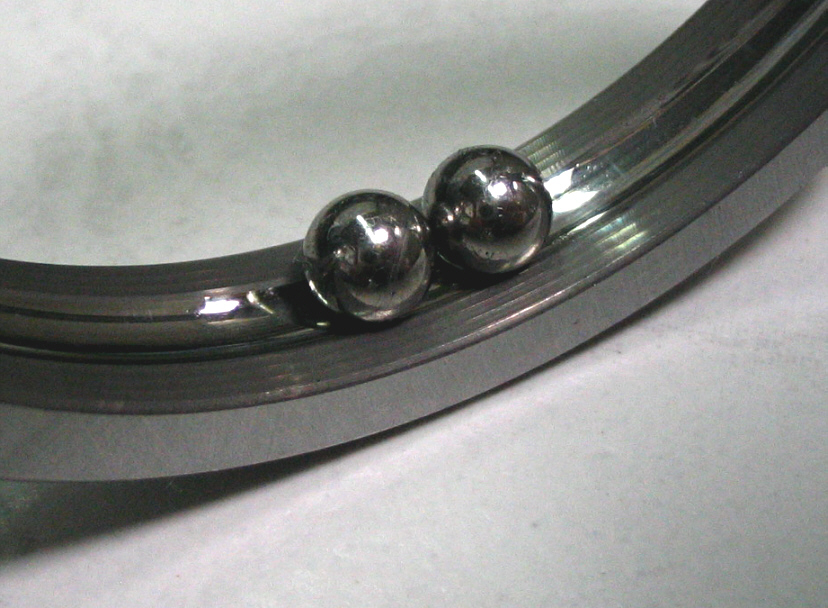
شیار بلبرینگ ها با عملیات سوپرفینیشینگ ساخته می شود

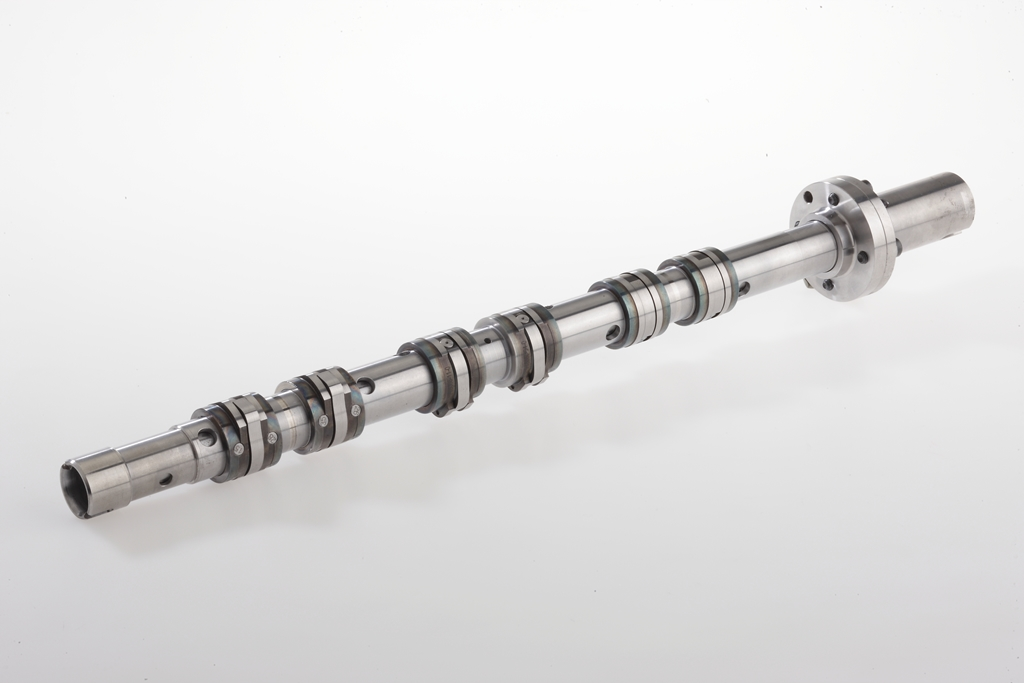
میل بادامک ساخته شده با عملیات سوپرفینیشینگ